# اوزو، کوماموتو
اوزو، کوماموتو (به لاتین: Ōzu, Kumamoto) یک منطقهٔ مسکونی در ژاپن است که در استان کوماموتو واقع شده‌است. اوزو ۲۸٬۶۷۳ نفر جمعیت دارد.